# Iuri Melnicenko
Iuri Melnicenko (n. 5 iunie 1972, Jalal-Abad, Republica Sovietică Socialistă Kirghiză, URSS) este un luptător ce a reprezentat Kazahstan, medaliat olimpic. A participat la două ediții ale Jocurilor Olimpice (1996, 2000) în care a câștigat o medalie de aur.

## Participări
Lista de mai jos prezintă principalele competiții la care a participat Iuri Melnicenko de-a lungul carierei.
- wrestling at the 1996 Summer Olympics – men's Greco-Roman 57 kg[*]